# Albania na Mistrzostwach Świata w Lekkoatletyce 2019
Albania na Mistrzostwach Świata w Lekkoatletyce 2019 – reprezentacja Albanii podczas mistrzostw świata w Doha liczyła tylko jedną zawodniczkę Luizę Gega, lekkoatletkę specjalizującą się w biegach średnich i długich.

## Skład reprezentacji

### Kobiety
| Zawodniczka | Konkurencja                   | Kwalifikacje | Kwalifikacje | Finał   | Finał   |
| Zawodniczka | Konkurencja                   | Wynik        | Pozycja      | Wynik   | Pozycja |
| ----------- | ----------------------------- | ------------ | ------------ | ------- | ------- |
| Luiza Gega  | bieg na 3000 m z przeszkodami | 9:28.32      | 10.          | 9:19.93 | 9.      |